# Награди „Оскар“ (52-ра церемония)
Петдесет и втората церемония по връчване на филмовите награди „Оскар“ се провежда на 14 април 1980 година. На нея се връчват призове за най-добри постижения във филмовото изкуство за предходната 1979 година. Събитието отново се провежда в „Дороти Чандлър Павилион“, Лос Анджелис, Калифорния. За втора поредна година, водещ на представлението е шоуменът Джони Карсън.
Големият победител на вечерта е семейната драма „Крамър срещу Крамър“ на режисьора Робърт Бентън, номинирана в 9 категории за наградата, печелейки 5 статуетки.
Сред останалите основни заглавия са музикално-декадентският „Ах този джаз“ на Боб Фос, военният епос „Апокалипсис сега“ на Франсис Форд Копола, трагикомедията „Отцепване“ на Питър Йейтс, драмата „Норма Рей“ на Мартин Рит и рокендрол деструкцията „Розата“ на Марк Райдел.
Любопитен факт е огромната разлика във възрастта между двамата номинирани в категорията за най-добра поддържаща мъжка роля – победителя Мелвин Дъглас на 79 години и 8-годишния Джъстин Хенри, който остава най-младият номиниран в тази категория в историята на „Оскарите“.

## Филми с множество номинации и награди
| Долуизброените филми получават повече от 2 номинации в различните категории за настоящата церемония: - 9 номинации: Ах този джаз, Крамър срещу Крамър - 8 номинации: Апокалипсис сега - 5 номинации: Отцепване - 4 номинации: Китайски синдром, Норма Рей, Розата - 3 номинации: 1941, Клетка за чудаци, Стар Трек: Филмът | Долуизброените филми получават повече от 1 награда „Оскар“ на настоящата церемония: - 5 статуетки: Крамър срещу Крамър - 4 статуетки: Ах този джаз - 2 статуетки: Апокалипсис сега, Норма Рей |

## Номинации и награди
Долната таблица показва номинациите за наградите в основните категории. Победителите са изписани на първо място с удебелен шрифт.
| Най-добър филм | Най-добър режисьор |
| --- | --- |
| - Крамър срещу Крамър - Ах този джаз - Апокалипсис сега - Отцепване - Норма Рей | - Робърт Бентън – Крамър срещу Крамър - Боб Фоси – Ах този джаз - Франсис Форд Копола – Апокалипсис сега - Питър Йейтс – Отцепване - Едуар Молинаро – Клетка за чудаци                                                                            |
| Най-добра мъжка роля | Най-добра женска роля |
| - Дъстин Хофман – Крамър срещу Крамър - Джак Лемън – Китайски синдром - Ал Пачино – И справедливост за всички - Рой Шайдър – Ах този джаз - Питър Селърс – Присъствие                                                          | - Сали Фийлд – Норма Рей - Джил Клейбър – Започване отначало - Джейн Фонда – Китайски синдром - Марша Мейсън – Втора глава - Бет Мидлър – Розата                                                                                                  |
| Най-добра поддържаща мъжка роля | Най-добра поддържаща женска роля |
| - Мелвин Дъглас – Присъствие - Робърт Дювал – Апокалипсис сега - Фредерик Форест – Розата - Джъстин Хенри – Крамър срещу Крамър - Мики Руни – Черният жребец                                                                   | - Мерил Стрийп – Крамър срещу Крамър - Джейн Александър – Крамър срещу Крамър - Барбара Бари – Отцепване - Кандис Берген – Започване отначало - Мериъл Хемингуей – Манхатън                                                                       |
| Най-добър оригинален сценарий | Най-добър адаптиран сценарий |
| - Отцепване – Стив Тесич - И справедливост за всички – Валери Къртин и Бари Левинсън - Ах този джаз – Робърт Артър и Боб Фос - Китайски синдром – Майк Грей, Т. С. Кук и Джеймс Бриджис - Манхатън – Уди Алън и Маршъл Брикман | - Крамър срещу Крамър – Робърт Бентън - Апокалипсис сега – Франсис Форд Копола и Джон Милиъс - Клетка за чудаци – Франсис Вебер, Едуар Молинаро, Марсело Данон и Жан Поаре - Малък романс – Allan Burns - Норма Рей – Ървинг Равич и Хариет Франк |
| Най-добра кинематография (операторско майсторство) | Най-добър чуждоезичен филм |
| - Апокалипсис сега – Виторио Стораро - Крамър срещу Крамър – Нектор Алмендрос - 1941 – Уилям Фрейкър - Черната дупка – Франк Филипс - Ах този джаз – Джузепе Ротуно                                                            | - Тенекиеният барабан (Западна Германия) - Девойките от Вилко (Полша) - Мама удари стоте (Испания) - Обикновена история (Франция) - Да забравиш Венеция (Италия)                                                                                  |